# Vid (Monforte de Lemos)
Vid (llamada oficialmente San Cibrao da Vide) es una parroquia española del municipio de Monforte de Lemos, en la provincia de Lugo, Galicia.

## Toponimia
El topónimo parece  indicar que era un  lugar de  vides, no obstante a  mediados del siglo XVIII, según los datos catastrales, el cultivo predominante es el cereal lo que hace sospechar que, tal vez, ese hubiese sido  el  nombre  dado  a  la  feligresía  con  anterioridad  a  la  fundación  de  su  aneja, Seoane.

## Comunicaciones
La principal vía de acceso a la parroquia de es desde Monforte de Lemos, por la carretera LU-P-3204.

### Límites
| Noroeste: Moreda                 | Norte: Moreda | Noreste: Seoane         |
| Oeste: Toldaos y Moreda (Pantón) |               | Este: Monforte de Lemos |
| Suroeste: Distriz                | Sur: Piñeira  | Sureste: Piñeira        |

### Vértice Geodésico
Vértice Geodésico = 359,92m s. n. m. Reseña Vértice Geodésico (enlace roto disponible en Internet Archive; véase el historial, la primera versión y la última).

### Hidrografía
La mayor parte de la parroquia forma parte de la cuenca del río Cabe, afluente del Sil que cruza el municipio en dirección nordeste-suroeste, pasando por Parte, Ribasaltas, el casco urbano de Monforte, Piñeira y Distriz. Entra en el término rodeando el monte Moncai y recibe las aguas del río Mao. En su tramo urbano recibe las aguas del río Seco y pequeños riachuelos. En el límite con el municipio de Pantón recibe las aguas del río Cinsa, el segundo río más importante del municipio, que nace en la zona norte y pasa por esta parroquia.
También cruza la parroquia el arroyo de Carboeiro (Rego de Tarrío), afluente del río Cinsa, que nace en la zona de Tuiriz.

### Clima
El clima de la parroquia de la parroquia es oceánico continental, motivado por la lejanía del mar y la protección de las sierras que hacen descender la cantidad de precipitaciones, aunque por la escasez de precipitaciones y la temperatura media anual a veces es considerado como un clima de transición al mediterráneo. El clima está caracterizado por una temperatura media anual moderada en torno a los 13,6 °C, bajas precipitaciones y oscilaciones térmicas considerables. Los inviernos son fríos y los veranos, secos y calurosos.
Aunque las precipitaciones son suaves y regulares a lo largo del año, el máximo se produce entre los meses de noviembre a marzo, mientras que entre mayo y septiembre hay un ligero déficit hídrico. El mes más lluvioso es diciembre, con una media de 123 mm, y las heladas y las nieblas son muy frecuentes en invierno en el valle.
| Parámetros climáticos promedio de A Vide (Monforte de Lemos) | Parámetros climáticos promedio de A Vide (Monforte de Lemos) | Parámetros climáticos promedio de A Vide (Monforte de Lemos) | Parámetros climáticos promedio de A Vide (Monforte de Lemos) | Parámetros climáticos promedio de A Vide (Monforte de Lemos) | Parámetros climáticos promedio de A Vide (Monforte de Lemos) | Parámetros climáticos promedio de A Vide (Monforte de Lemos) | Parámetros climáticos promedio de A Vide (Monforte de Lemos) | Parámetros climáticos promedio de A Vide (Monforte de Lemos) | Parámetros climáticos promedio de A Vide (Monforte de Lemos) | Parámetros climáticos promedio de A Vide (Monforte de Lemos) | Parámetros climáticos promedio de A Vide (Monforte de Lemos) | Parámetros climáticos promedio de A Vide (Monforte de Lemos) | Parámetros climáticos promedio de A Vide (Monforte de Lemos) |
| Mes                                                          | Ene.                                                         | Feb.                                                         | Mar.                                                         | Abr.                                                         | May.                                                         | Jun.                                                         | Jul.                                                         | Ago.                                                         | Sep.                                                         | Oct.                                                         | Nov.                                                         | Dic.                                                         | Anual                                                        |
| ------------------------------------------------------------ | ------------------------------------------------------------ | ------------------------------------------------------------ | ------------------------------------------------------------ | ------------------------------------------------------------ | ------------------------------------------------------------ | ------------------------------------------------------------ | ------------------------------------------------------------ | ------------------------------------------------------------ | ------------------------------------------------------------ | ------------------------------------------------------------ | ------------------------------------------------------------ | ------------------------------------------------------------ | ------------------------------------------------------------ |
| Temp. máx. media (°C)                                        | 10.7                                                         | 12.5                                                         | 14.7                                                         | 16.9                                                         | 20.2                                                         | 23.8                                                         | 26.5                                                         | 26.8                                                         | 23.7                                                         | 18.7                                                         | 13.6                                                         | 11.1                                                         | 18.3                                                         |
| Temp. media (°C)                                             | 6.8                                                          | 8.3                                                          | 10.5                                                         | 12.1                                                         | 15.2                                                         | 18.4                                                         | 20.9                                                         | 21.2                                                         | 18.4                                                         | 14.3                                                         | 9.5                                                          | 7.2                                                          | 13.6                                                         |
| Temp. mín. media (°C)                                        | 2.9                                                          | 4.1                                                          | 6.3                                                          | 7.3                                                          | 10.2                                                         | 13.1                                                         | 15.4                                                         | 15.6                                                         | 13.2                                                         | 9.9                                                          | 5.5                                                          | 3.4                                                          | 8.9                                                          |
| Precipitación total (mm)                                     | 100                                                          | 95                                                           | 93                                                           | 68                                                           | 67                                                           | 43                                                           | 22                                                           | 25                                                           | 56                                                           | 91                                                           | 109                                                          | 123                                                          | 892                                                          |
| Fuente: Climate-data.org                                     |                                                              |                                                              |                                                              |                                                              |                                                              |                                                              |                                                              |                                                              |                                                              |                                                              |                                                              |                                                              |                                                              |

### Vegetación
La vegetación en las zonas cercanas a ríos es de ribera. En el resto abundan los castaños, robles, pinos y chopos entre otros.

## Organización territorial
La parroquia está formada por nueve entidades de población:
- A Pena
- Chao (O Chao)
- Corga (A Corga)
- Folgueira (A Folgueira)
- Gándara*
- Outeiro (O Outeiro)
- Quintairo (O Quintairo)
- Rego (O Rego)*
- Teboredo
- Veiga (A Veiga)

## Demografía
| Gráfica de evolución demográfica de Vid entre 2000 y 2020 |
|                                                           |
| Datos según el nomenclátor publicado por el INE.          |

### Tabla de evolución demográfica
- Tabla evolución demografía -A Vide (Monforte de Lemos)-]]

## Patrimonio
†  Iglesia parroquial de San Cipriano de Vid (1763). 
Iglesia moderna (XVI-XVII) tiene planta rectangular cubierta de tejas a dos aguas. Las paredes de mampostería de piedra a la vista. En la fachada principal hay una espadaña con dos vanos y un frontón semicircular coronado por una cruz de hierro. En el interior, conserva las imágenes de San Cipriano y San Antonio, del siglo XVIII, y una fuente bautismal del siglo XVI. Atrio-cementerio en torno, murado. Esta iglesia fue mandada  construir  por  el  Obispo lucense  de la época en el año 1763  con  la  piedra  de  la  bodega  del  curato  que había ordenado que fuese derribada.

## Festividades
- Fiestas patronales: se celebran el segundo domingo de mayo en honor a la patrona de la parroquia, la virgen de Santa Bárbara. Destacan en estas fiestas los fuegos artificiales, las verbenas en el campo de la veiga, y la procesión.
- Patronales pequeñas: se celebran en honor a San Cipriano en el mes de septiembre. Destaca la procesión.